# Masyw serpentynitowy Braszowic
Masyw serpentynitowy Braszowic − niewielka jednostka geologiczna w środkowej części bloku przedsudeckiego. Jego powierzchnia wynosi około 40 km².
Masyw tworzy wydłużone równoleżnikowo ciało geologiczne. Od zachodu i północy graniczy z blokiem sowiogórskim, od wschodu z niewielkim wystąpieniem sjenitów, od południowego wschodu i południa z masywem gabrowym Brzeźnicy. Większość granic jest przykryta osadami trzeciorzędu i czwartorzędu. Przedłużeniem masywu serpentynitowego Braszowic ku południowemu zachodowi jest wystąpienie serpentynitów w obrębie struktury bardzkiej na zachód od Brzeźnicy, w obrębie Sudetów (bloku sudeckiego).
Masyw zbudowany jest ze skał metamorficznych − perydotytów, piroksenitów, skał piroksenowo-amfibolowych i serpentynitów. Wśród serpentynitów wydzielono serpentynity lizardytowo-chryzotylowe i serpentynity antygorytowe. Skały te powstały z przeobrażenia harzburgitów i lherzolitów, a w mniejszym stopniu wehrlitów i dunitów. Występują w nich apofizy gabrowe odchodzące od masywu Brzeźnicy.
W serpentynitach występują żyły magnezytu, eksploatowane w Kopalni Magnezytu "Grochów" oraz niewielkie koncentracje rud chromu, niklu, a także chryzoprazy.
Pod względem geograficznym położony jest na Przedgórzu Sudeckim, w obrębie Obniżenia Otmuchowskiego, buduje niewielkie wzniesienia Masywu Brzeźnicy.